# Luigi's Mansion
Luigi's Mansion, conegut al Japó com Luigi Mansion (ルイージマンション, Ruīji Manshon) (lit. "La mansió d'en Luigi"), és un joc d'acció-aventura publicat i desenvolupat per Nintendo per a la consola Nintendo GameCube. Va ser un joc de llançament, és a dir, va començar-se a distribuir al mateix temps que la consola; el 14 de setembre de 2001 al Japó, el 18 de novembre a Amèrica del Nord, el 3 de maig de 2002 a Europa i el 17 de maig a Austràlia. Va ser el segon joc en què el germà d'en Mario, Luigi, és el protagonista principal, després de Mario is Missing!. En aquest joc, els jugadors han d'explorar una mansió encantada per salvar en Mario i absorbir els fantasmes amb un aspirador proporcionat pel Professor E. Gadd.
Va esdevenir el cinquè joc més venut de la consola amb 2,5 milions d'unitats venudes. El 2013 va rebre la seva primera seqüela, Luigi's Mansion 2, per a Nintendo 3DS, i el 2019 va sortir Luigi's Mansion 3 per a la Nintendo Switch. El 2018, el Luigi's Mansion original va rebre un remake per a la Nintendo 3DS.

## Jugabilitat
La història principal es desenvolupa en quatre escenaris, sense incloure una zona d'entrenament i una pel laboratori del professor E. Gadd. En cadascuna, en Luigi explora les habitacions de les mansions, caçant els fantasmes que trobi i trobant claus amagades per accedir a més zones, fins al final trobar-se amb el cap final, que permetrà accedir a més zones del mateix escenari.
El Professor E. Gadd li atorga a en Luigi dos dels seus invents per combatre els fantasmes de la mansió: el Poltergust 3000 i la Game Boy Horror. El Poltergust 3000 (Succiónaentes 3000 a Espanya) és una aspiradora alterada d'alta potència, dissenyada per capturar fantasmes (a l'estil d'Els caçafantasmes) i recollir certs tresors. Per capturar als fantasmes, el jugador ha d'il·luminar-los mitjançant la llanterna que en Luigi posseeix, i amb això atordir-los. Això els fa mostrar el seu cor, la qual cosa li dona a en Luigi una oportunitat per aspirar-los amb la Poltergust 3000, reduint progressivament els punts de cor dels fantasmes, i d'aquesta forma ferir-los fins que el marcador mostri un 0, moment en el qual es poden capturar. Els fantasmes romanen en el Poltergust 3000, tot i que un altre tipus de fantasmes, que tenen una dificultat més alta a comparació amb els normals, anomenats "portrait ghosts" ("fantasmes de retrats"), són afegits a certs retrats mitjançant un procés d'extracció, una vegada que el jugador acaba cadascuna de les quatre principals àrees del joc. Un cop creades aquestes pintures, són emmagatzemades a la galeria del laboratori del Professor E. Gadd. Més endavant en el joc, en Luigi localitza tres medallons que li permeten expulsar foc, aigua o gel del Poltergust 3000. Aquests elements són necessaris per capturar certs fantasmes.

### Game Boy Horror

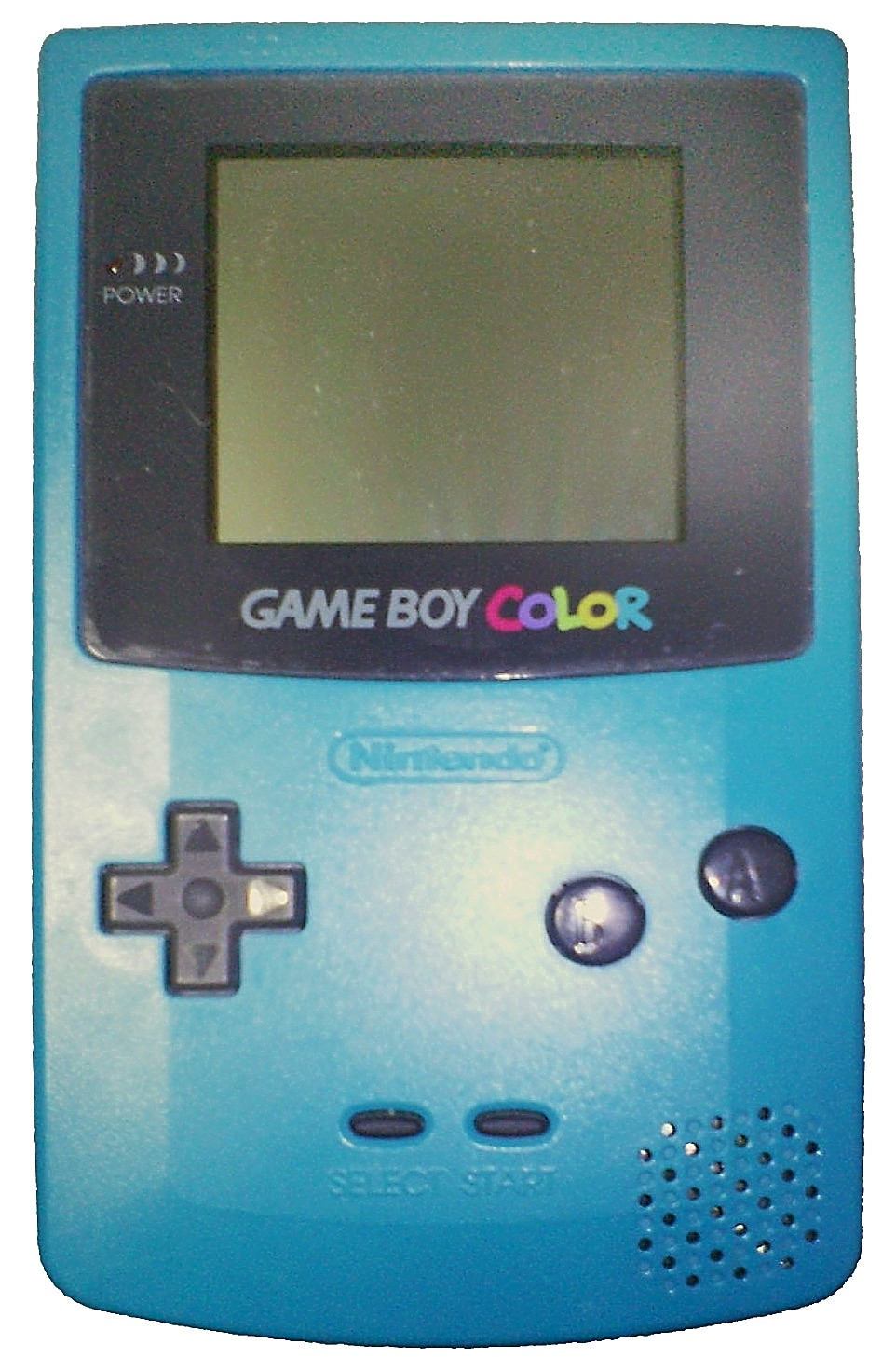
La Game Boy Horror té una aparença semblant a la d'una Game Boy Color

La Game Boy Horror és un dispositiu portàtil que li permet a en Luigi investigar certs elements de la mansió per esbrinar què són. Alhora posseeix un petit detector de Boos, el qual indica si aquest es troba en alguna habitació i que tan a prop està de Luigi. També conté un mapa de la mansió i permet a en Luigi contactar amb el Professor E. Gadd, i viceversa. Les cambres fosques que contenen als fantasmes es troben escampades per tota la mansió, i una vegada que en Luigi allibera els fantasmes d'aquestes habitacions, les llums tendeixen a encendre's i a més, en general un cofre apareix a la meitat de l'habitació. Aquests cofres poden contenir claus, diners, o els medallons dels elements. Sempre que en Luigi trobi una clau, automàticament la seva Game Boy Horror indica a quina habitació es pot accedir. El seu disseny s'assembla al d'una Game Boy Color.

### Mansió Amagada
Una vegada que el Rei Boo, el cap final de Luigi's Mansion, és derrotat, el jugador rep una qualificació basada en la quantitat de tresors que en Luigi ha trobat durant el joc. Una segona versió de la mansió és desbloquejada quan el jugador acaba el joc per primera vegada, anomenada "Mansió Amagada". En la versió PAL (europea i australiana) del joc, la mansió sencera s'inverteix invertir d'esquerra a dreta, els caps són diferents, els Boos es mouen més ràpid, i augmenta el nombre de fantasmes.

## Argument
El joc s'inicia quan en Luigi arriba a una gran i fosca mansió que es troba als afores d'un bosc. La mansió es troba embruixada per diversos fantasmes, incloent els Boos, i que a més està sent investigada pel Professor E. Gadd, qui viu en un petit taller al costat de la mansió. Aquesta consta de cinc pisos, incloent el soterrani i el sostre. El jugador s'inicia en un vestíbul, des d'on es pot accedir a les habitacions als diferents pisos.
Luigi's Mansion comença quan en Luigi guanya una mansió en un concurs. Tot i no haver participat en cap concurs, ell li parla ràpidament al seu germà Mario sobre la mansió i tots dos acorden reunir-s'hi aquell mateix dia al vespre. Quan arriba a la seva nova mansió, que aparenta ser molt més sinistra que el que es pensaven, en Mario no apareix. En Luigi procedeix a entrar a la mansió i aviat l'espanta un fantasma, i és salvat per un ancià amb una aspiradora. El vell és, però, incapaç d'atrapar el fantasma dins l'aspiradora, i de sobte és derrotat. Després que en Luigi l'ajudi a aixecar-se, l'ancià es presenta a si mateix com el Professor E. Gadd. Els dos es retiren de la mansió quan apareixen més fantasmes.
Al taller limítrof d'E. Gadd, aquest li comenta a en Luigi que la raó per la qual va guanyar la mansió és per treballar en una cosa que "no és d'aquest món". També li diu a en Luigi que va veure a algú amb una gorra vermella entrar a la mansió, però no el va veure més. En assabentar-se que es tractava del germà d'en Luigi, E. Gadd li permet encarregar-se de capturar fantasmes i li fa entrega de la seva aspiradora, el Poltergust 3000, i de la Game Boy Horror.
Mentre en Luigi explora la mansió, s'adona que va ser construïda pel Rei Boo per guardar els aleshores alliberats "fantasmes retrat", que havien estat prèviament capturats per E. Gadd, qui també va enganyar als germans Mario pel concurs fals. Eventualment, en Luigi s'enfronta al Rei Boo, qui té en Mario atrapat en una pintura. El Rei Boo llença en Luigi a un quadre en la batalla final, però aconsegueix sortir. El Rei Boo esdevé una pintura juntament amb els altres fantasmes retrat, mentre que E. Gadd allibera a en Mario. Després que la mansió desaparegui, E. Gadd utilitza el tresor aconseguit per en Luigi durant la seva aventura per construir-hi una mansió no encantada.

## Desenvolupament
El joc va ser revelat per primera vegada en el Nintendo Space World de l'any 2000 com una demo tècnica destinada a mostrar les capacitats gràfiques de la consola GameCube. Poc temps després de la creació de la demo, Nintendo va optar per convertir-lo en un joc complet. Luigi's Mansion va ser després mostrat en l'E3 de 2001, juntament amb la consola Nintendo GameCube. Una nova versió del joc, més estretament relacionada amb la versió final, es va revelar més tard en el Nintendo Space World de 2001.
La idea original de Luigi's Mansion involucrava un joc on els nivells giraven entorn a una gran mansió o un complex. Es van provar personatges de la saga Mario en cases de nines. Quan va esdevenir un projecte per a la GameCube, es va triar en Luigi com a protagonista per mantenir el joc original. Els fantasmes i l'aspirador van ser afegits més tard, en detriment d'altres idees com sistemes propis dels videojoc de rol on les habitacions s'alteraven en temps real. També es va intentar que el joc tingués funcionalitats 3D, tenint en compte que la consola admet mostrar imatges en 3D estereoscòpic, però la idea va ser retirada perquè els televisors 3D no estaven estandarditzats comercialment.

## Recepció
Luigi's Mansion va ser el títol de llançament més reeixit per a la consola Nintendo GameCube, sent el tercer joc més venut al novembre de 2001. El joc va vendre més de 348.000 còpies al Japó i 2.19 milions de còpies als Estats Units, fent-lo el cinquè millor joc venut de la GameCube als EUA. També va ser un dels primers títols de la consola en ser part de la línia de productes Player's Choice, juntament amb Super Smash Bros. Melee i Pikmin.
Luigi's Mansion va obtenir una recepció relativament positiva, ja que els revisors van elogiar les gràfiques, el disseny i la jugabilitat del joc. Davant d'això, el lloc de ressenyes GameSpot va dir que Luigi's Mansion "té algunes idees interessants" i "espurnes d'esplendor". La revista especialitzada en videojocs, Nintendo Power, va elogiar el joc per ser "molt agradable pel que dura, amb els seus desafiadors trencaclosques i la seva innovadora jugabilitat". GameSpy va dir que el joc té "un gran estil visual, un imaginatiu disseny i una mica de la clàssica màgia de Nintendo". El joc va ser considerat per GamePro com "un exemple magistral sobre el disseny dels videojocs". Game Revolution va declarar que "els gràfics són molt bonics i la mecànica del joc és interessant alhora que agradable". La publicació americana Game Informer va elogiar l'estil de joc, referint-s'hi com a "brillant i alhora amb el millor de Miyamoto". L'àudio va ser elogiat per IGN, considerant la veu de Luigi "bonica, divertida i gratificant", igual que GameSpy, que va declarar que la banda sonora és "subtil, divertida i totalment idònia durant el transcurs del joc". La publicació japonesa Famitsu va guardonar al joc amb una classificació d'or, i a més va dir que el sistema de controls, que si bé és complicat de fer anar al principi, funciona bé.
El joc també va rebre cert inconformisme, principalment a causa de la durada del joc. GameSpot va dir que Luigi's Mansion "no coincideix amb l'estatus clàssic de les aventures de Mario" i que el "curt període en què un triga a acabar-lo, resulta en una recomanació difícil". La ressenya va considerar que la curta durada del joc fa que la jugabilitat i l'àudio es tornin avorrits. GameSpy va criticar la manca de durada del joc, dient que el joc podia ser acabat en tan sols sis hores. Allgame declarar que Luigi's Mansion "al final recau sobre una experiència coherent de jugabilitat, més que sobre la durada del mateix". Fran Maribela III d'IGN va sentir el joc "mediocre" a causa del seu "predictible i invariable estil de joc".

## Llegat
Els dos personatges que introdueix, el Rei Boo i el Professor E. Gadd, s'han afegit com a personatges jugables en múltiples jocs posteriors. E. Gadd torna a sortir en jocs com Mario & Luigi: Partners in Time i és mencionat a Super Mario Sunshine com a creador del F.L.U.D.D.. El Rei Boo torna a aparèixer o bé com a cap (Super Mario 64 DS o Super Mario Sunshine) o com a personatge jugable (en la saga Mario Kart). La mansió també ha esdevingut escenari en circuits dels diferents jocs de Mario Kart o en un camp de batalla en Super Smash Bros. Brawl. El joc Nintendo Land inclou també un minijoc basat en aquesta mansió.
El 2013 va ser llançada una seqüela directa, Luigi's Mansion 2, per a la Nintendo 3DS, per celebrar L'Any d'en Luigi. El 2015 va aparèixer la Luigi Mansion Arcade en algunes zones recreatives japoneses i en uns restaurants temàtics nord-americans. Una tercera entrega va sortir per a la Nintendo Switch el 2019.

### Versió per a Nintendo 3DS
Una nova versió de Luigi's Mansion per a la Nintendo 3DS, desenvolupada per Nintendo i Greezo, va ser anunciada el 8 de març de 2018 i va sortir el 12 d'octubre del mateix any, gairebé n més després que s'anunciés Luigi's Mansion 3. Uns anys abans a l'anunci oficial del "remake" com a projecte comercial, Shigeru Miyamoto va dissenyar un prototip funcional del joc executant-se en un kit de desenvolupament de 3DS per provar el maquinari i la funcionalitat 3D del sistema, el que van portar al desenvolupament de Luigi's Mansion 2. El remake té funcionalitat amiibo i admet controls giroscòpics, l'accessori Circle Pad Pro, l'estic C dels models New Nintendo 3DS, i 3D estereoscòpic. Es van afegir quatre noves funcionalitats: un mode cooperatiu local en què el segon jugador pren el control d'un Doppelgänger anomenat "Gooigi", una nova opció de control que permet utilitzar la llanterna Strobulb de Luigi's Mansion 2, una llista de fites, i un mode de frenesí de caps on fins a dos jugadors poden intentar completar tantes batalles contra caps en el mínim temps. Totes les versions del joc inclouen la "Mansió Amagada" de la regió PAL.
A data de 2018, va vendre 90.410 còpies al Japó, esdevenint el tercer joc més ben venut de la consola darrere de WarioWare Gold i Detective Pikachu. La crítica fou generalment positiva, aclamant l'esforç en els gràfics millorats i que l'experiència es mantenia tants anys després de l'estrena original, així com per la implementació de 3D, per la funcionalitat amb les dues pantalles i pel contingut afegit.